# Synopsys
Synopsys, Inc. — крупнейшая компания, работающая в области САПР для проектирования электроники. Наиболее известный продукт — «Design Compiler», средство синтеза логических схем. Также имеется широкий спектр других продуктов, использующихся при проектировании специализированных интегральных схем. Имеются продукты для логического синтеза, поведенческого синтеза, трассировки элементов, статического временного анализа, формальной верификации, симуляции HDL (SystemC, SystemVerilog/Verilog, VHDL), моделирования схем. Симуляторы включают в себя среды разработки и отладки.